# 下北津留村
下北津留村（しもきたづるむら）は、大分県北海部郡にあった村。現在の臼杵市の一部にあたる。

## 地理
臼杵湾に流入する末広川の下流、熊崎川流域に位置していた。

## 歴史
- 1889年（明治22年）4月1日、町村制の施行により、北海部郡井村、稲田村、藤河内村が合併して村制施行し、下北津留村が発足[1][2]。旧村名を継承した井村、稲田、藤河内の3大字を編成[2]。
- 1954年（昭和29年）3月31日、臼杵市に編入され廃止[1][2]。

## 産業
- 農業[2]